# 陈昌齐墓
陈昌齐墓，位于中国广东省湛江市雷州市收获农场九瑞水坡，为湛江市雷州市的一个市级文物保护单位，类型为古墓葬，公布时间为1992年12月9日。
陈昌齐墓的历史年代为清代。